# Arthur Evans (autor)
Arthur Scott Evans (Nueva York, 12 de octubre de 1942 - 11 de septiembre de 2011) fue uno de los primeros abogados y defensores de los derechos LGBT en los Estados Unidos, y autor conocido por su libro Brujería y contracultura gay (1978). Fue políticamente activo en Nueva York en los sesenta y principios de los setenta. Más tarde en 1972, se mudaron él y su pareja a un rancho en Washington, y finalmente a San Francisco, donde Evans ganó popularidad en el célebre barrio de Haight-Ashbury. En sus últimos años, Evans se mantuvo políticamente activo y continuó como traductor y académico. En esta época publicó el libro Crítica de la razón patriarcal (1997) enfocado en cómo la misoginia había influido en ciertos campos «objetivos» del conocimiento humano como la lógica y la física.

## Biografía
Evans nació el 12 de octubre de 1942, en York, Pensilvania. Su padre era un trabajador de una fábrica y su madre tenía un salón de belleza frente a la casa familiar. Evans se graduó de la escuela secundaria pública en 1960, luego recibió una beca de cuatro años de la Glatfelter Paper Company de York para estudiar química en la Universidad de Brown. Evans y varios amigos fundaron la Brown Freethinkers Society, un grupo de autoproclamados «ateos militantes» que trabajaban en contra de la religión organizada, protestando contra los servicios de capilla semanales que requería la Brown. La historia se difundió a nivel nacional. Como resultado, la empresa de papel canceló la beca de Evans, y Evans se puso en contacto con Joseph Lewis, presidente de la Sociedad de Librepensadores, y Lewis amenazó a la empresa de papel con demandarla si la beca era retirada. Finalmente, Evans la conservó y se reorientó hacia las ciencias políticas. Evans se retiró de la Brown y se mudó a Greenwich Village en 1963, que luego describió como el mejor movimiento que hizo en su vida. Fue admitido en el City College de Nueva York en 1966, cambió su especialización de ciencias políticas a filosofía y se graduó en 1967. Luego se unió al programa de doctorado en Filosofía en Columbia, donde se centró en la filosofía griega antigua mientras continuaba participando en las protestas. Su asesor de doctorado fue Paul Oskar Kristeller.

## Como activista y escritor

### Nueva York
Se volvió políticamente activo en la década de 1960, participando en su primera sentada el 13 de mayo de 1966, cuando él y otros estudiantes ocuparon el edificio administrativo de City College en protesta contra la participación de la universidad en el Servicio Selectivo. También participó en una serie de protestas contra la guerra, incluidas las protestas de Columbia de 1968. En 1967, Evans firmó una declaración pública con su intención de negarse a pagar impuestos sobre la renta en protesta contra la guerra de Estados Unidos contra Vietnam. También participó en las protestas de la Convención Nacional Demócrata de 1968 en Chicago. Mientras estaba en Columbia, Evans se unió a la Student Homophile League, fundada por Nino Romano y Stephen Donaldson, aunque el mismo Evans todavía estaba encerrado. 
No estuvo en los disturbios de Stonewall en 1969, pero lo llevaron a un «fervor militante», según The New York Times, y lo inspiraron a unirse al Frente de Liberación Gay junto con Arthur Campana. Dentro de GLF, cofundó una célula llamada Radical Study Group para examinar la historia de la homofobia y el sexismo, con participantes como Evans, Bell, John Lauritsen, Larry Mitchell y Steve Dansky. Sin embargo, él y otros sintieron que el grupo no era lo suficientemente coherente y asertivo, y también que estaba diluyendo su efectividad al enfocarse en temas como la discriminación racial y la Guerra de Vietnam. El 21 de diciembre de 1969, Evans, Marty Robinson y varios otros se reunieron para fundar el primer grupo de derechos de los homosexuales Gay Activists Alliance, con un espíritu más agresivo que GLF y 12 miembros iniciales. Evans escribió el statemen (la declaración de intenciones) del grupo, así como gran parte de su constitución. Con sede en Nueva York, el grupo utilizó métodos conocidos como zaps para llamar la atención sobre la discriminación, confrontar al alcalde John V. Lindsay y manifestarse en contra de la legislación de la época, por ejemplo, una regulación en ese momento que requería que las personas homosexuales obtuvieran la aprobación de un psiquiatra antes de que se le permita conducir un taxi. Evans fue arrestado varias veces por sus zaps.
Aunque todavía no se había salido del clóset con su familia, en noviembre de 1970 apareció en The Dick Cavett Show con Marty Robinson y Dick Leitsch de la Mattachine Society, convirtiéndolos en uno de los primeros activistas abiertamente gay aparecer de forma destacada en un programa de televisión nacional.

### Años de Washington
Tras retirarse de Columbia en 1972, en 1972, Evans y su pareja Jacob Schraeter abandonaron Nueva York y compraron una parcela de bosque de 40 acres (16,2 ha) en el noreste del estado de Washington. Llamaron a la finca New Sodom ('Nueva Sodoma') y vivían en tiendas de campaña durante los veranos. Evans, Schraeter y un tercer miembro formaron el grupo Weird Sisters Partnership, (llamado así por el trío de brujas de Macbeth), un colectivo de granjas que busca la autosuficiencia. Vivían de frutas y verduras silvestres. Durante los meses de invierno en Seattle, Evans continuó la investigación que había comenzado en Nueva York sobre los orígenes históricos subyacentes de la contracultura, centrándose en parte en la historia sexual de la contracultura. Publicó algunas de sus investigaciones en 1973 en la revista Out, y más tarde en Fag Rag. The Advocate también publicó una columna escrita por Evans sobre la estrategia política del zapping.

### Años en San Francisco
Cuando el experimento de vivir en Washington «falló», él y Schraeter se mudaron a San Francisco. En 1974, Evans se mudó a un apartamento en la esquina de las calles Haight y Ashbury. Al abrir un negocio de reparación de Volkswagen llamado Buggery, Evans también comenzó a escribir un libro sobre la homofobia y la persecución en la Edad Media. En 1975, formó el Faery Circle en San Francisco, un grupo de inspiración pagana gay se dedicó al juego ritual, y más tarde influyó en las Radical Faeries. Evans ha descrito al grupo como un conjunto de «sensibilidad gay, neopaganismo y una pura celebración Whitmaniana del cuerpo y del sexo». En 32 Page Street, uno de los primeros centros comunitarios gay de San Francisco, a principios de 1976 dio una serie de conferencias públicas sobre Faeries basadas en su investigación sobre los orígenes históricos de la contracultura gay.
En 1978 publicó su reciente investigación en Witchcraft and the Gay Counterculture: A Radical View of Western Civilization and Some of the People It Has Tried to Destroy (Brujería y contracultura gay), en donde analiza registros de la Edad Media y el Renacimiento en los que se evidencia que muchas personas acusadas de «brujería» o «herejía» fueron perseguidas específicamente por su sexualidad y antiguas prácticas paganas. Fue publicado por el sello independiente Fag Rag Books en Boston, el trabajo consideró, entre otros temas, los primeros rituales celtas y su conexión con las tradiciones sexuales en la cultura gay. El historiador Rollan McCleary se ha referido al libro como un «influyente clásico de culto». Otros han notado la importancia cultural del libro, describiéndolo «menos una historia de persecución que una letanía de invocación o un tratado mágico agraviado sobre los fracasos del liberalismo patriarcal y el socialismo industrial para reconocer y proteger adecuadamente las vidas de los homosexuales». Brujería y contracultura gay fue «un recurso apropiado sobre la historia de la opresión social», donde Evans sostiene que la brujería (en el sentido antiguo) es una «actividad inherentemente colectiva, que depende para su práctica del canto grupal, la danza, el sexo y el éxtasis». Se planeó un relanzamiento titulado The Lady Rises in the East pero nunca se llegó a publicar. Un poema del libro se incluyó en el álbum de 2014 Why Do The Heathen Rage? por The Soft Pink Truth.
Entre otros grupos, Evans estuvo involucrado con el Bay Area Gay Liberation (BAGL) y el San Francisco Gay Democratic Club. A fines de la década de 1970, Evans se hizo conocido por distribuir sus propios panfletos satíricos con el nombre de pluma «The Red Queen» ('La Reina Roja'). Los panfletos, incluido uno de 1978 titulado «¿Temes que no seas lo suficientemente marinero?», Satirizaban lo que Evans veía como un patrón creciente de conformidad marimacho que se apoderaba de los hombres homosexuales en el barrio de Castro, presagiando el apodo de clon de Castro. En contra de la «identidad hiper-masculina de clon de Castro» que atraía a los hombres durante la era disco, continuó su investigación sobre las hadas y la participación masculina en las tradiciones espirituales occidentales.

### Escritos posteriores y activismo
Con el inicio de la crisis del SIDA en la década de 1980, Evans se involucró con varios grupos, que convergieron en ACT UP / SF. Una vez fue arrestado mientras protestaba por los aumentos de precios de los medicamentos contra el SIDA por parte de las compañías farmacéuticas junto con su amigo Hank Wilson.
Dirigió una producción de 1984 en el Valencia Rose Cabaret en San Francisco utilizando su propia traducción de Las bacantes de Eurípides, que presenta a Dionisos, patrón de la homosexualidad. La traducción junto con su comentario fueron publicados en Nueva York por St. Martin's Press como The God of Ecstasy en 1988.
Comenzó a trabajar en un proyecto de filosofía de nueve años en 1988. Se publicó en 1997 como Crítica de la razón patriarcal después de una subvención de la Comisión de las Artes de San Francisco, incluido el arte de Frank Pietronigo. En el libro argumentó que la misoginia había influido en los campos «objetivos», como la lógica y la física. Como resumen de la historia de la filosofía occidental, el libro se centra en cómo «la misoginia y la homofobia han influido en los campos supuestamente objetivos de lógica formal, matemáticas avanzadas y las ciencias físicas. El ex asesor de doctorado de Evans, Kristeller, calificó el libro como «una importante contribución al estudio de la filosofía y su historia». Centró el libro en parte en la homofobia interna del pensador gay Ludwig Wittgenstein y en cómo la actitud conflictiva de Wittgenstein afectó su pensamiento y lógica.
En sus últimos años, Evans dedicó mucho tiempo a mejorar la seguridad de su vecindario en Haight-Ashbury. Como parte de ese esfuerzo, escribió una serie de informes mordaces, llamados What I Saw at the Supes Today ('Lo que vi hoy en los Supes'), que distribuyó gratuitamente en Internet.[cita requerida]

## Vida personal
En 1964 inició una relación amorosa con Arthur Bell y se separaron en 1971. En Nueva York, 1972, se involucró sentimentalmente con Jacob Schraeter, y pasaron dos años viviendo juntos en el estado de Washington. En 1974 se mudaron a San Francisco. Evans se mudó definitivamente a un departamento en la esquina de Haight Ashbury, y Schraeter regresó a Nueva York en 1981. En octubre de 2010, se le diagnosticó un aneurisma aórtico, y falleció en su casa de San Francisco de un ataque cardíaco el 11 de septiembre de 2011.

## Publicaciones
- 1978: Witchcraft and the Gay Counterculture[18]
- 1988: The God of Ecstasy[19]
- 1997: Critique of Patriarchal Reason[20]
- 2018: The Evans Symposium: Witchcraft and the Gay Counterculture and Moon Lady Rising[21]

## Otras lecturas